# Philips de Dijn

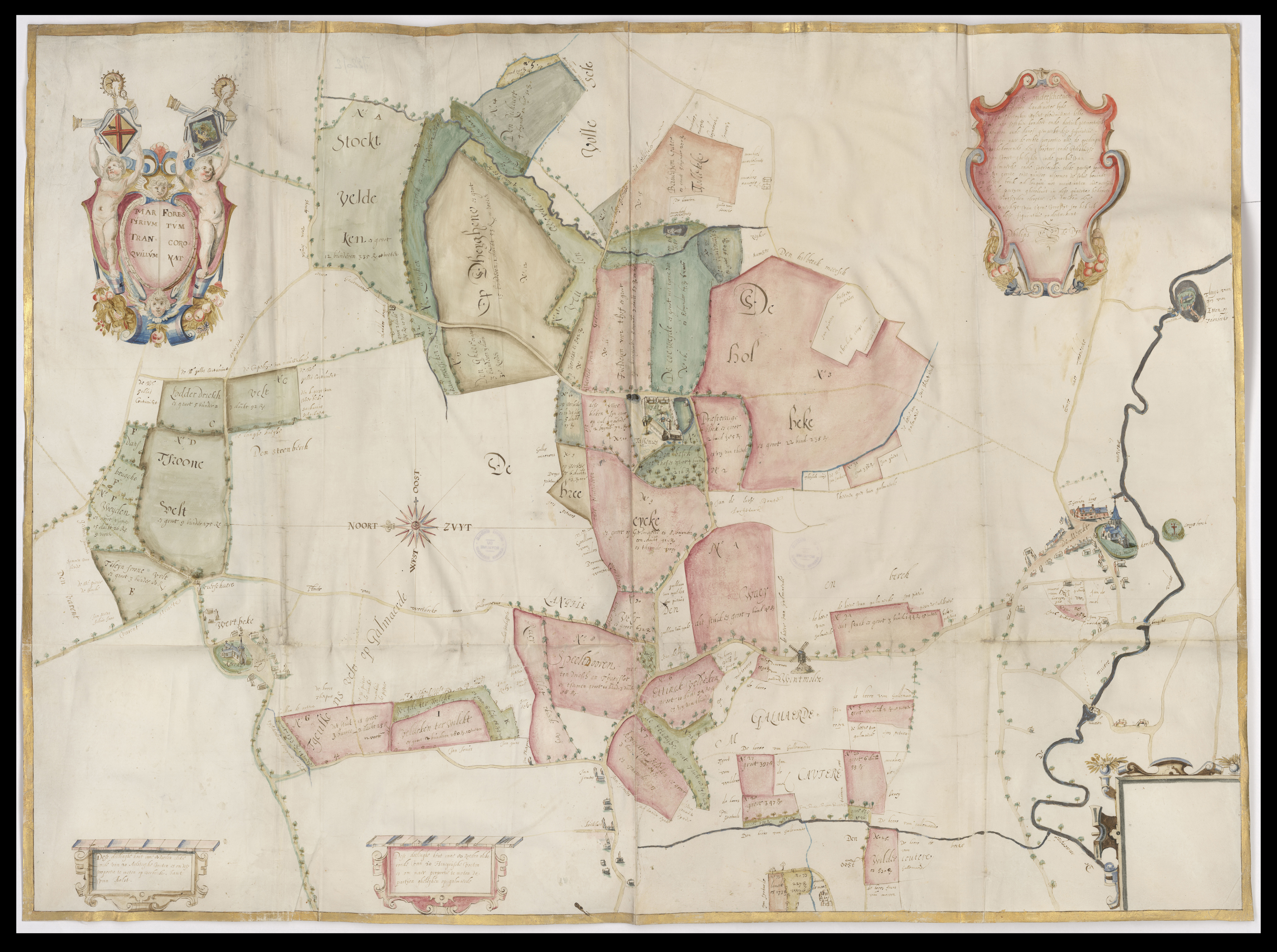
Kaart van Philips de Dijn met bezit van de abdij van Vorst in Galmaarden en Waarbeke (1630). Bron: Rijksarchief Vorst

Philips de Dijn (Aspelare, ca. 1585/1590 – Aspelare, 5 augustus 1665) was een Vlaamse cartograaf, landmeter, mathematicus en samensteller van almanakken.

## Levensloop
Philips de Dijn werd geboren in Aspelare omstreeks 1585-1590 als zoon van Amand de Dijn. Wanneer hij precies zijn admissie als landmeter kreeg, weten we niet met zekerheid. Door zijn oudst bewaarde tekening van De Zak in Geraardsbergen, kunnen we het begin van zijn loopbaan wel situeren vóór 21 maart 1618. De Dijn was beëdigd landmeter in het graafschap Vlaanderen, in het hertogdom Brabant en in het graafschap Henegouwen.
Op 10 februari 1613 trad Philips de Dijn in het huwelijk met Anna Van Gansbeke in de Sint-Bartholomeuskerk van Geraardsbergen. Hij liet er zich ook inschrijven als poorter. Verschillende leden van de familie Van Gansbeke waren lid van de Kruisboogschuttersgilde van Sint-Joris in Geraardsbergen. Met Anna Van Gansbeke kreeg hij acht kinderen. Bij de geboorte van het achtste kind overleed Anna in het kraambed. Philips de Dijn hertrouwde op 4 augustus 1629 met Anna Droesbeke uit Godveerdegem. Samen kregen ze nog zes kinderen.
Al in 1624 bracht Philips de Dijn almanakken uit bij uitgever Hieronymus Verdussen uit Antwerpen. Op zich is dat niet zo verwonderlijk, want de meeste landmeters haalden ook inkomsten uit andere bronnen. De vraag naar opmetingen en kaartboeken schommelde sterk en kon door oorlogsperikelen zelfs stilvallen.
Philips de Dijn overleed op 5 augustus 1665 in Aspelare. Hij werd begraven in de parochiekerk, waar zijn grafsteen zich nog steeds bevindt. Anna Droesbeke overleed in 1667. Twee zonen, Philips jr. en Antonius, zetten het landmetersvak van hun vader voort, maar slaagden er niet in het succes van hun vader te evenaren.

## Zelfportretten van De Dijn

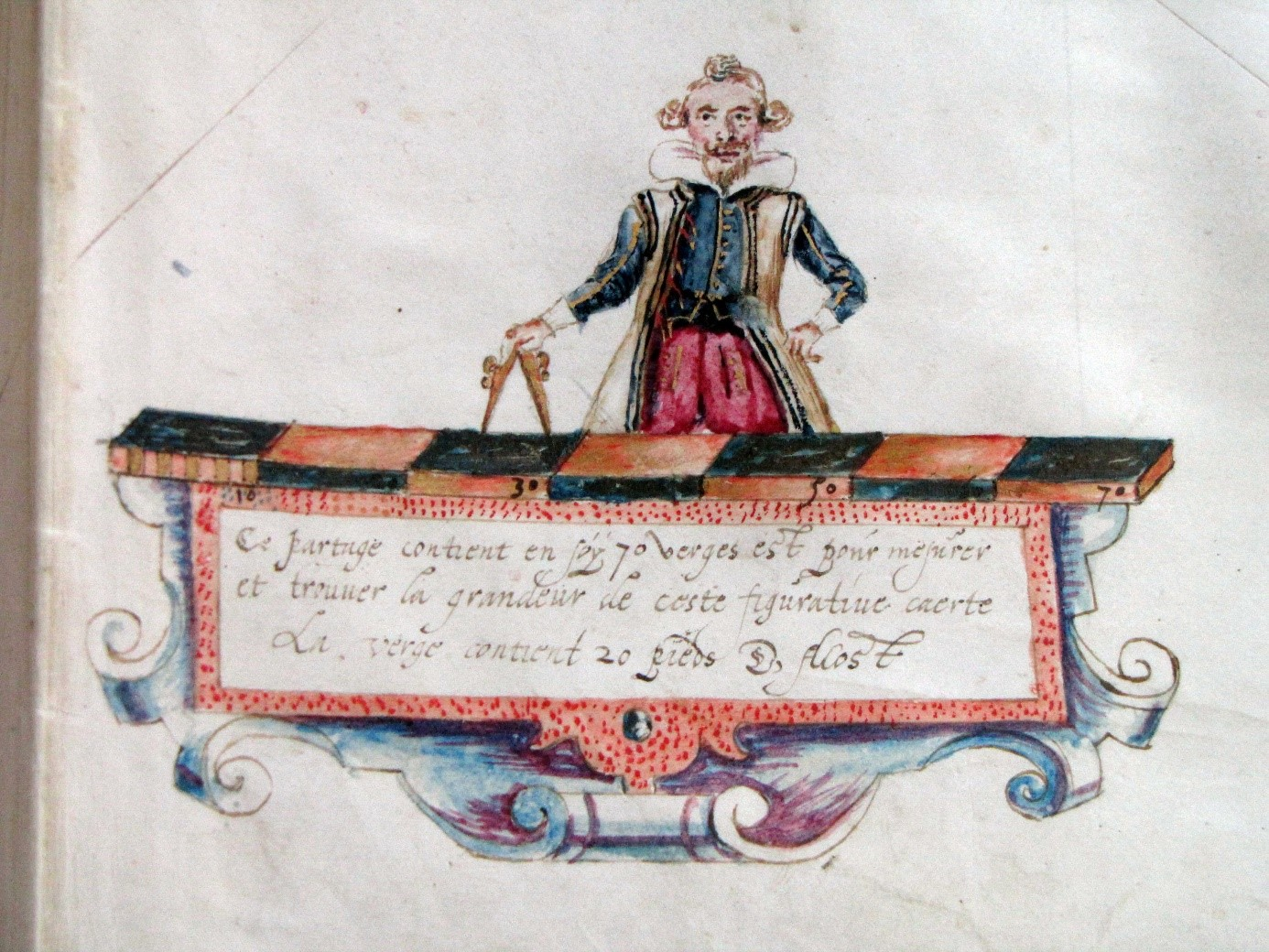
Zelfportret van Philips de Dijn op kaart van de abdijgronden van Anchin (1623) in Heldergem. Bron: Rijksarchief Gent

Het oeuvre van Philips de Dijn bevat minstens zes kaarten waarop hij zichzelf afbeeldt met de typische landmeterinstrumenten (passer, kwadrant, schaalstok, aardbol). De zelfportretten zijn een voorstelling van Philips de Dijn tijdens zijn werk.
Uit deze zelfportretten blijkt een flinke dosis zelfvertrouwen en modebewustzijn. Zo beeldt hij zich op de zelfportretten telkens af in de mode van die tijd. De verfijndheid waarmee de zelfportretten werden gerealiseerd, doet vermoeden dat Philips de Dijn naast zijn cartografische ook een artistieke opleiding heeft genoten.

## Cartografisch en landmeetkundig oeuvre

### Kaartboeken
- Kaartboek van de Abdij van Anchin (1621-1622)
- Kaartboek van de Sint-Wivina-abdij van Groot-Bijgaarden (1623-1625)
- Kaartboek van de Abdij van Vorst (1629-1638)
- Kaartboek van het schoofland van Hendrik van Etten in Denderhoutem (1631)
- Kaartboeken van het grondbezit van de Abdij van Vicoigne in Denderwindeke (verdwenen, 1639 en 1662)
- Kaartboek en kaarten van de Abdij van Sint-Cornelius en Sint-Cyprianus van Ninove (1641-1654 en 1620-1662)

### Losse kaarten
- Kaart van het woonhuis en erf De Saeck (De Zak) in Geraardsbergen (1618)
- Kaart van gronden in Erembodegem en Welle (1622)
- Kaart van eigendommen in Sint-Goriks-Oudenhove van de Abdij Nieuwenbosch in Gent (1624)
- Kaart van het wegennet in de parochie Smeerebbe (1638)

### Landboeken
- Landboek van Meerbeke (Ninove) (1651)
- Landboek van Neigem (1651)
- Landboek van Ninove (1653)
- Landboek van Voorde (Ninove) (1654)
- Landboek van Aspelare en Nederhasselt (1660)
- Landboek van Sint-Antelinks (1661)

### Niet-getekende kaart toegeschreven aan Philips de Dijn
- Kaart van het Land van Aalst (1626)